# Scrapter flavipes
Scrapter flavipes är en biart som först beskrevs av Heinrich Friese 1925.  Scrapter flavipes ingår i släktet Scrapter och familjen korttungebin. Inga underarter finns listade i Catalogue of Life.